# Militär logistik

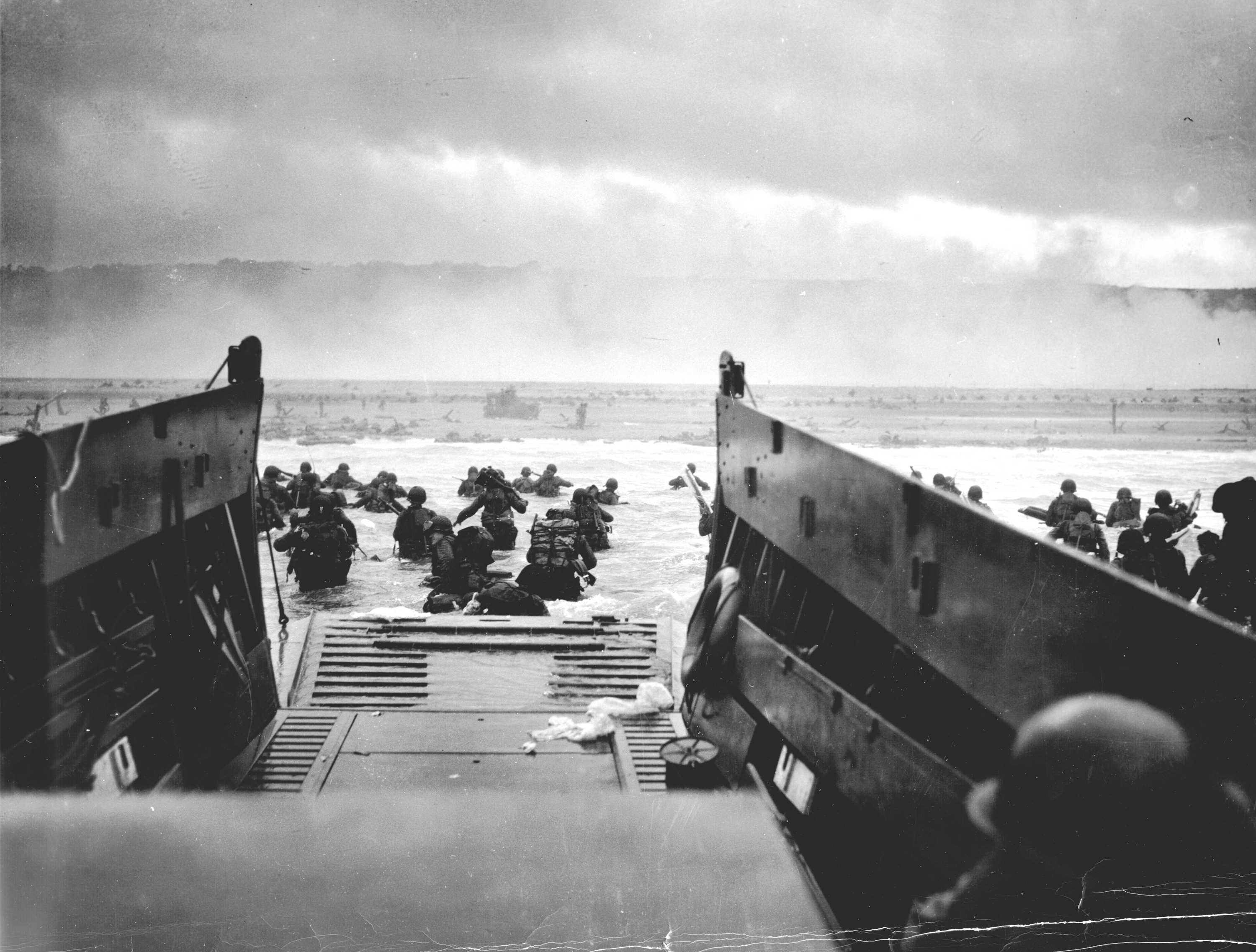
Invasionen av Normandie under andra världskriget är ett exempel på storskalig militär logistik

Militär logistik innefattar planeringen och verkställandet av försörjning till militära förband på ett effektivt sätt. 
För att logistiken skall fungera krävs att de militära ledarna har fullgod information om vad som behövs för att soldaterna skall kunna utföra sina uppgifter. Målet är att behoven skall vara kända redan innan de uppkommer så att det redan är planerade och nödvändiga förberedelser redan gjorts. För att detta skall ske och befälen ha fullgod kunskap krävs det en god kommunikation både på det lodräta planet, det vill säga mellan både befäl och soldater, samt mellan olika grupper på det horisontella planet, det vill säga mellan olika grupper av soldater.
I den mest omfattande betydelsen är den militära logistiken de delar av de militära operationerna som har att göra med:
- Design, utveckling, anskaffning, förvaring, distribution, underhåll, evakuering och förfogande av materiel.
- Transport av personal.
- Anskaffande eller konstruerande, underhåll, skötsel samt förfogande av anläggningar.
- Anskaffande av utrustning.
- Medicinskt- och sjukvårdsunderstöd.